# Kepler-109b
Kepler-109b es un planeta extrasolar que forma parte de un sistema planetario formado por al menosdos planetas. Orbita la estrella denominada Kepler-109. Fue descubierto en el año 2014 por la sonda Kepler por medio de tránsito astronómico.